# Beňadovský potok
Beňadovský potok je potok na horní Oravě, v území okresu Námestovo. Jde o pravostranný přítok Mútňanky, měří 3,1 km a je tokem V. řádu.

## Pramen
Potok pramení v geomorfologickém celku Podbeskydská vrchovina na severozápadním svahu Náveterného vrchu (954,0 m n. m.), v lokalitě Priehyba v nadmořské výšce přibližně 830 m n. m..

## Popis toku
Na krátkém úseku teče nejprve na jihovýchod, následně se stáčí a pokračuje severojižním směrem. Zleva přibírá nejprve přítok ze západního svahu Náveterného vrchu, pak z téže strany přítok z oblasti Havrilky a stáčí se na jihozápad. Protéká okrajem obce Beňadovo, kde zprava přibírá krátký přítok z jižního svahu Chovancovky (863,2 m n. m.) a zleva přítok zpod kóty 986,3 m. Nakonec pokračuje zvlněným korytem k ústí do Mútňanky u osady Beňadovský Mlýn v nadmořské výšce cca 699 m n. m..

## Jiné názvy
- Beňadovo
- Beňadov
- Beňadikov
- Beňadovský mlyn